# Edgardo Fuentes
Edgardo Fuentes (* 18. August 1958 in Santiago de Chile) ist ein ehemaliger chilenischer Fußballspieler auf der Position eines Verteidigers.

## Laufbahn
Fuentes begann seine Profikarriere bei seinem Heimatverein CD Palestino, bei dem er zwischen 1977 und 1983 unter Vertrag stand und mit dem er je einmal die chilenische Fußballmeisterschaft (1978) und den Pokalwettbewerb gewann.
1983 wechselte er nach Mexiko, wo er zunächst sechs Jahre beim CD Cruz Azul unter Vertrag stand. Trotz dieser relativ langen Station bei einem der erfolgreichsten mexikanischen Vereine gewann er mit den Cementeros keinen einzigen Titel. Diese Erfolge stellten sich erst bei seinen nächsten Vereinen ein, obwohl er bei diesen nur ein bzw. zwei Jahre unter Vertrag stand. In seiner einzigen Saison (1989/90) mit dem Puebla FC gewann er mit den Camoteros das Double aus Meisterschaft und Pokal und zwei Jahre später mit dem Club León noch einmal den Meistertitel.
Im Sommer 1992 kehrte er kurzzeitig in sein Heimatland zurück und gewann mit dem CD Cobreloa auch noch die chilenische Fußballmeisterschaft des Spieljahres 1992.
Für die Saison 1993/94 wechselte er noch einmal nach Mexiko, wo er diesmal bei Atlético Morelia spielte. Danach spielte er erneut in seinem Heimatland; zunächst für Unión Española und danach für seinen ersten Verein CD Palestino, in dessen Reihen er seine aktive Laufbahn beendete.

## Erfolge
- Chilenischer Meister: 1978 und 1992
- Chilenischer Pokalsieger: 1977
- Mexikanischer Meister: 1990 und 1992
- Mexikanischer Pokalsieger: 1990